# Річкове круїзне судно проєкту 785/OL800
«Росія» (проєкт 785 ) — серія середніх річкових двопалубних вантажопасажирських теплоходів-дизель-електроходів, призначених для роботи на туристичних і транспортних лініях. Будувалися в Чехословаччини (зараз територія Словаччині) на верфях Комарно на замовлення СРСР в 1952-1958 роках. Всього було побудовано 36 суден проєкту 785 у трьох серіях, що мали незначні відмінності за розмірами корпусу та оснащення. Судна цього типу отримали назви на честь усіх 16 на той час союзних республік СРСР та інших географічних об'єктів і відомих особистостей країни, проте пізніше деякі з них були перейменовані.
Теплоходи проєкту 785 були близькі двопалубним річковим судам проєктів 860 (тип «Єрофій Хабаров») та 305 (тип «Дунай»).

## Умови розміщення пасажирів
Спочатку судна цього проєкту мали одно-, двох-, чотирьох-, а також шести- й восьмимісні каюти, в тому числі обладнані умивальниками, два ресторани, два салони. Починаючи з 1990-х років на низці суден цього типу, що залишилися в експлуатації, були проведені роботи з модернізації та підвищення рівня комфорту, наприклад, каюти великої місткости ліквідовувалися, замість них були обладнані приміщення для барів і т. ін., окремі каюти устатковувались індивідуальними санвузлами, при цьому пасажиромісткість зменшувалася до близько 140 чоловік, і були залишені дві рятувальні шлюпки замість чотирьох.

## Поширення
Теплоходи типу «Росія» використовувалися на Волзі, Камі, Білій, Дону, Оці, Москві-річці, Обі, Іртиші, Єнісеї, Дніпрі.
Спочатку судна проєкту надходили в Волзьке, Камське, Більське, Московське, Волго-Донське пароплавства, а потім у міру надходження сучасніших судів передавалися в інші пароплавства — Західно-Сибірське, Об-іртишське, Єнісейське, Дніпровське. У пострадянський час багато суден були продані різним приватним туристичним та іншим компаніям.
В даний час велика частина судів виведена з експлуатації, деякі списані, деякі використовуються як готелі і бази відпочинку. 13 суден проєкту 785 використовувалися при ліквідації аварії на Чорнобильській АЕС у 1986 році.

## Технічні характеристики (I, II / III серії)
- Клас річкового регістра: О
- Довжина: 80,22 м
- Ширина: 12,5 / 14,0 м[3]
- Осадка: 1,9 м
- Водотоннажність з вантажем, пасажирами та повними запасами: 1003 тонн

- Пасажиромісткість загальна (початково) 233 / 259 людей
- Місць для членів екіпажу: 45
- Вантажопідйомність* : 25 / 40 тонн
- Двигуни:  два дизеля, потужністю до 400 л.с.(294 кВт)
- Швидкість на глибокій воді: 20,5 км/год

## Катастрофа теплоходу «Булгарія»
Корабель «Булгарія» (колишня «Україна», порт приписки — Перм), один з трьох суден проєкту 785 у Волзькому басейні на 2011 рік, зазнав аварію 10 липня 2011 року в Куйбишевському водосховищі в акваторії Татарстану під час круїзу. На борту перебувало 208 пасажирів і членів екіпажу, було врятовано лише 79 осіб . Був оголошений національний траур по загиблим під час аварії теплохода.
Крім великого терміну служби і порушень правил експлуатації, катастрофу в цілому і особливо її швидкий розвиток (судно перекинулось на борт і затонуло за 2-3 хвилини) зумовили конструктивні особливості проєкту — відсутність водонепроникних перегородок в корпусі, надзвичайна близькість ілюмінаторів трюму до ватерлінії (60 см), Порівняно низька бічна остійність (наприклад, щодо аналогічних проєктів двопалубних суден типу 860 «Єрофій Хабаров» і типу 305"Дунай") через вузькість корпусу, тобто малої абсолютної і відносної ширини (на 3 метри менше, ніж у тих проєктів) при великих довжині, водотоннажності й осаді.
Конструктор фірми-виробника зі Словаччини здивувався продовженню експлуатації в Росії судів цього проєкту й повідомив, що з моменту виробництва радянські річковики зверталися за документами для капремонту тільки один раз 30 років тому. З того часу дрібний ремонт численних несправностей і техобслуговування теплохід проходив на Пермському судноремонтному заводі, а капремонт планувався на 2012 рік.
Міністр транспорту Росії Ігор Левітін 11 липня 2011 року оголосив, що всі судна цього типу будуть виведені з експлуатації.

## Огляд
| Теплоходи тип Росія (проєкт 785/OL800) | Теплоходи тип Росія (проєкт 785/OL800) | Теплоходи тип Росія (проєкт 785/OL800) | Теплоходи тип Росія (проєкт 785/OL800)            | Теплоходи тип Росія (проєкт 785/OL800) | Теплоходи тип Росія (проєкт 785/OL800) | Теплоходи тип Росія (проєкт 785/OL800)      | Теплоходи тип Росія (проєкт 785/OL800)                          |
| Спущено                                | №                                      | серія                                  | Фото                                              | Назва                                  | Замовник                               | Пароплавство                                | Статус                                                          |
| -------------------------------------- | -------------------------------------- | -------------------------------------- | ------------------------------------------------- | -------------------------------------- | -------------------------------------- | ------------------------------------------- | --------------------------------------------------------------- |
| 1952                                   |                                        | I                                      |                                                   | Распутин                               | Волзьке пароплавство, Горький          |                                             | до 2002 року Россия, Россич; 1986—1989 Чорнобиль; списаний 2011 |
| 1952                                   |                                        | I                                      |                                                   | Украина                                | Донське пароплавство                   |                                             | згорів на Доні 1953                                             |
| 1953                                   |                                        | I                                      |                                                   | Азербайджан                            | Камське пароплавство, Перм             |                                             | 1986—1989 Чорнобиль; Севастополь                                |
| 1955                                   |                                        | II                                     |                                                   | Булгария                               | Камське пароплавство, Перм             | ООО «Бриз» (субарендатор), OOO «АгроРечТур» | Україна (1955), зазнав аварію 10 липня 2011 року                |
| 1955                                   | 324                                    | II                                     |                                                   | Князь Воронцов                         | Волзьке пароплавство, Горький          |                                             | Эстония, Киевская Русь (2003); 1986—1989 Чорнобиль;             |
| 1954                                   | 328                                    | II                                     |                                                   | Петр Алабин                            | Волзьке пароплавство, Горький          |                                             | до 1995 року Киргизия; 1986—1989 Чорнобиль;                     |
| 1955                                   | 323                                    | II                                     | Фото                                              | Карелия                                | Волзьке пароплавство, Горький          |                                             | 1986—1989 Чорнобиль; списаний 2006                              |
| 1958                                   |                                        | III                                    |                                                   | Радянський Союз                        | Дніпровське, Дніпропетровськ           |                                             | 1986—1989 Чорнобиль                                             |
| 1958                                   |                                        | III                                    |                                                   | Т. Г. Шевченко                         | Дніпровське, Дніпропетровськ           |                                             | до 1980 року В. I. Ленін, 1986—1989 Чорнобиль; згорів і затонув |
| 1958                                   |                                        | III                                    | Фото [Архівовано 6 липня 2013 у Wayback Machine.] | Карл Маркс                             | Дніпровське, Київ                      |                                             | 1986—1989 Чорнобиль; 1989 кинутий в Київському водосховищі      |